# Chris Hipkins
Chris Hipkins (Wellington, 5 september 1978) is een Nieuw-Zeelands politicus voor de Labour Party. Van 25 januari tot 27 november 2023 was hij de premier van Nieuw-Zeeland.

## Politieke loopbaan
Hipkins is sinds 2008 lid van het Nieuw-Zeelandse Huis van Afgevaardigden. Namens zijn partij, de sociaaldemocratische Labour-partij, voerde hij er tot 2017 oppositie. Toen Labour na de verkiezingen van 2017 aan de macht kwam en een regering vormde onder leiding van Jacinda Ardern, werd Hipkins benoemd tot Leader of the House en daarmee verantwoordelijk voor Parlementaire Betrekkingen. Daarnaast werd hij minister van Staatsaangelegenheden en Onderwijs.
In 2020 nam Hipkins, naast zijn eigen functies, gedurende vier maanden de taken waar van de opgestapte minister van Volksgezondheid, David Clark. Hiermee kreeg hij een belangrijke rol in de strijd tegen de coronapandemie in zijn land. Na de verkiezingen van oktober 2020, waarbij de regering werd herkozen, kreeg Hipkins de leiding over een speciaal gecreëerd ministerschap voor COVID-19-bestrijding. Tegelijk behield hij zijn ministerschappen van Onderwijs, Staatsaangelegenheden en Parlementaire Betrekkingen. In juni 2022 werd Hipkins tevens minister van Politie.
Toen partijleider en premier Jacinda Ardern in januari 2023 haar vertrek aankondigde, stelde Hipkins zich verkiesbaar om haar op te volgen. Hij bleek de enige kandidaat en won kort daarna de leiderschapsverkiezingen van de Labour-partij. Op 25 januari 2023 werd hij vervolgens benoemd tot de nieuwe premier van Nieuw-Zeeland.
Onder leiding van Hipkins leed Labour bij de Nieuw-Zeelandse parlementsverkiezingen van oktober 2023 een forse nederlaag: de partij verloor bijna de helft van haar zetels werd ruim voorbijgestreefd door de National Party, die daarop een nieuwe regering vormde. Na een premierschap van tien maanden droeg Hipkins zijn ambt op 27 november 2023 over aan Christopher Luxon, terwijl hij zelf oppositieleider werd.